# Brian Kerle
Brian Edward Kerle (Auchenflower, 29 agosto 1945) è un ex cestista e allenatore di pallacanestro australiano.

## Carriera
Con l'Australia ha disputato i Giochi olimpici del 1972 e due edizioni dei Campionati del mondo (1970, 1974).